# Trindade (Beja)
Trindade é uma povoação portuguesa do Município de Beja que foi sede da extinta da Freguesia de Trindade, freguesia que tinha 119,03 km² de área e 274 habitantes (2011), e, por isso, uma densidade populacional de 2,8 hab./km².
A Freguesia de Trindade, no âmbito de uma reforma administrativa nacional, foi agregada a Freguesia de Albernoa para formar uma nova freguesia denominada União das Freguesias de Albernoa e Trindade.
A Freguesia de Trindade localizava-se no extremo sudoeste do Município de Beja, na margem esquerda da ribeira de Terges fazendo fronteira a sul com o Município de Mértola.
Registos datam da sua existência desde o séc. XV, tendo também uma pedra na igreja Paroquial da Santíssima Trindade a dizer 1434, no qual contribui para a prova da sua existência remontar ao séc. XV.
Em 2018 apareceu o novo grupo coral, recém-criado, "Searas ao Vento", que se mantém ativo até hoje (2024).   

## Cantinho da Ribeira
Aqui localiza-se o Cantinho da Ribeira, onde aconteceu, em 1932, um evento cujo muitos ditam ser uma luta contra a opressão dos latifundiários de então. No Monte da Pereira, Cantinho da Ribeira, Freguesia da Trindade, um homem do povo, cujo nome era António de Dias Matos foi falsamente acusado de roubar cereais ao lavrador José Francisco Coelho, o que levou a prisão de Matos e de sua esposa, que acaba enforcada na prisão, o que nunca saberá se ao certo o contexto de sua porta.   
Matos foi solto devido a falta de provas, e foi obrigado a virar se para o contrabando para sustentar a sua família de 7 filhos. Uma noite, carrega sua espingarda e vai até ao Monte da Moloneta, residência de José Francisco Coelho, e o mata, ferindo também os seus 2 filhos, um eventualmente morrendo mais tarde.  
Mais tarde chega a PSP e a GNR para prender Matos. Houve uma longa troca de tiros durante 2 horas, que resulta em 2 feridos do lado das autoridades, mas mais tarde retiraram Matos da sua casa, já ferido e com as mãos em sangue de tanto disparar. Levaram no para Beja, onde acabam por mata-lo no caminho, sem chance de ser levado a justiça. DIta o povo que o culpado teria sido um dos filhos de Coelho, e que Matos foi falsamente acusado.   
Esta historia serviu de inspiração a Manuel da Fonseca, escritor alentejano,
no seu romance Seara de Vento, o qual serviu de inspiração para um filme, chamado de "Raiva", autoria de Sergio Tréfaut, lançado em 2018.      

## População
| População da Freguesia de Trindade (1864 – 2011) | População da Freguesia de Trindade (1864 – 2011) | População da Freguesia de Trindade (1864 – 2011) | População da Freguesia de Trindade (1864 – 2011) | População da Freguesia de Trindade (1864 – 2011) | População da Freguesia de Trindade (1864 – 2011) | População da Freguesia de Trindade (1864 – 2011) | População da Freguesia de Trindade (1864 – 2011) | População da Freguesia de Trindade (1864 – 2011) | População da Freguesia de Trindade (1864 – 2011) | População da Freguesia de Trindade (1864 – 2011) | População da Freguesia de Trindade (1864 – 2011) | População da Freguesia de Trindade (1864 – 2011) | População da Freguesia de Trindade (1864 – 2011) | População da Freguesia de Trindade (1864 – 2011) |
| ------------------------------------------------ | ------------------------------------------------ | ------------------------------------------------ | ------------------------------------------------ | ------------------------------------------------ | ------------------------------------------------ | ------------------------------------------------ | ------------------------------------------------ | ------------------------------------------------ | ------------------------------------------------ | ------------------------------------------------ | ------------------------------------------------ | ------------------------------------------------ | ------------------------------------------------ | ------------------------------------------------ |
| 1864                                             | 1878                                             | 1890                                             | 1900                                             | 1911                                             | 1920                                             | 1930                                             | 1940                                             | 1950                                             | 1960                                             | 1970                                             | 1981                                             | 1991                                             | 2001                                             | 2011                                             |
| 804                                              | 820                                              | 843                                              | 832                                              | 1 067                                            | 1 164                                            | 1 315                                            | 2 370                                            | 1 324                                            | 1 258                                            | 713                                              | 566                                              | 438                                              | 345                                              | 274                                              |

## Património
- Igreja Paroquial da Santíssima Trindade (século XV).
- Capela da Nossa Senhora da Conceição, Monte da Chaminé
- Memorial dos combatentes da Primeira Guerra Mundial
- Memorial dos combatentes do Ultramar
- Local do antigo monte da Pereira, onde se sucedeu o acontecimento que mais tarde veio a ser inspirado no livro de Manuel da Fonseca, Searas ao Vento. No local só resta uma oliveira.
- Calçada da Rua do Calvário
- O Pião, Museu do Brinquedo
- Azinheira Secular da Horta do Azinhal
- Nora
- Edifício da antiga escola D. Maria Amália

## Locais de Interesse
- Ponte Camela
- Ponte do Cantinho da Ribeira
- Parque da Aldeia
- Rotunda da Oliveira
- Parque de Merendas da Trindade
- Campo de Jogos D. Maria Luiza da Costa Menezes Blanco Gomes
- Recinto Polidesportivo
- Antiga Escola Primária da Trindade
- Sede Clube Caçadores e Pescadores da Trindade
- Sede do Centro Cultural e Desportivo da Trindade
- Parque Infantil
- Sede do Grupo Coral Misto Searas ao Vento da Aldeia da Trindade
- Casa do Povo
- Poço do Tio Zé da Silva
- Quartelhas da Triaga
- Poço da Triaga
- Antiga Escola Primária do Cantinho da Ribeira
- Azinhalinho

## Pegos e Ribeiras
- Ribeira de Terges
- Pego do Moinho (ou linho) dos Pombeiros
- Poças do Chico da Adega
- Pego dos Sardinheiros
- Pego da Água-que-Cai-d'Alto

## Personalidades destacadas
- Joaquim Mestre (1955 - 2009) - Historiador
- António de Dias Matos ( ???? - 1932) - Antifascista e lutador contra a opressão dos latifundiários da sua época.

## Aparições em Media
- Filme "Os Demonios de Alcacér-Quibir"
- Filme "Raiva"
- Programa "Um Mundo na Aldeia" (Episodio 5) - RTP
- Programa "A Música Portuguesa a Gostar Dela Propria" - RTP Memória